# Ceriantharia
Sous-classe
Ordres de rang inférieur
- Penicilaria
- Spirularia

Les cérianthaires, ou « cérianthes » (Ceriantharia) sont une des trois sous-classes de cnidaires anthozoaires, d'aspect proche des anémones de mer. 

## Description et caractéristiques
Les cérianthes peuvent facilement se confondre avec des anémones de mer ou des vers tubicoles. Ils sont protégés par un tube mou et large planté dans le substrat, fait de nématocystes spéciaux appelés ptychocystes, dans lequel ils disparaissent lors d'une menace. Il s'en élève un panache de bras longs et effilés, souvent très nombreux, ce qui les distingue (comme le tube caractéristique) des anémones - dont ils sont en réalité assez éloignés d'un point de vue phylogénétique. Les tentacules sont de deux tailles : les périphériques sont longs, ceux situés vers le centre (où se trouve la bouche) plus courts ; ils peuvent arborer des couleurs vives, les deux types de tentacules étant souvent de couleurs différentes. Ce sont des polypes généralement solitaires, et ne formant presque jamais de colonies soudées. 
L'espèce la plus courante sur les côtes européennes est le grand cérianthe, Cerianthus membranaceus.

## Liste des familles

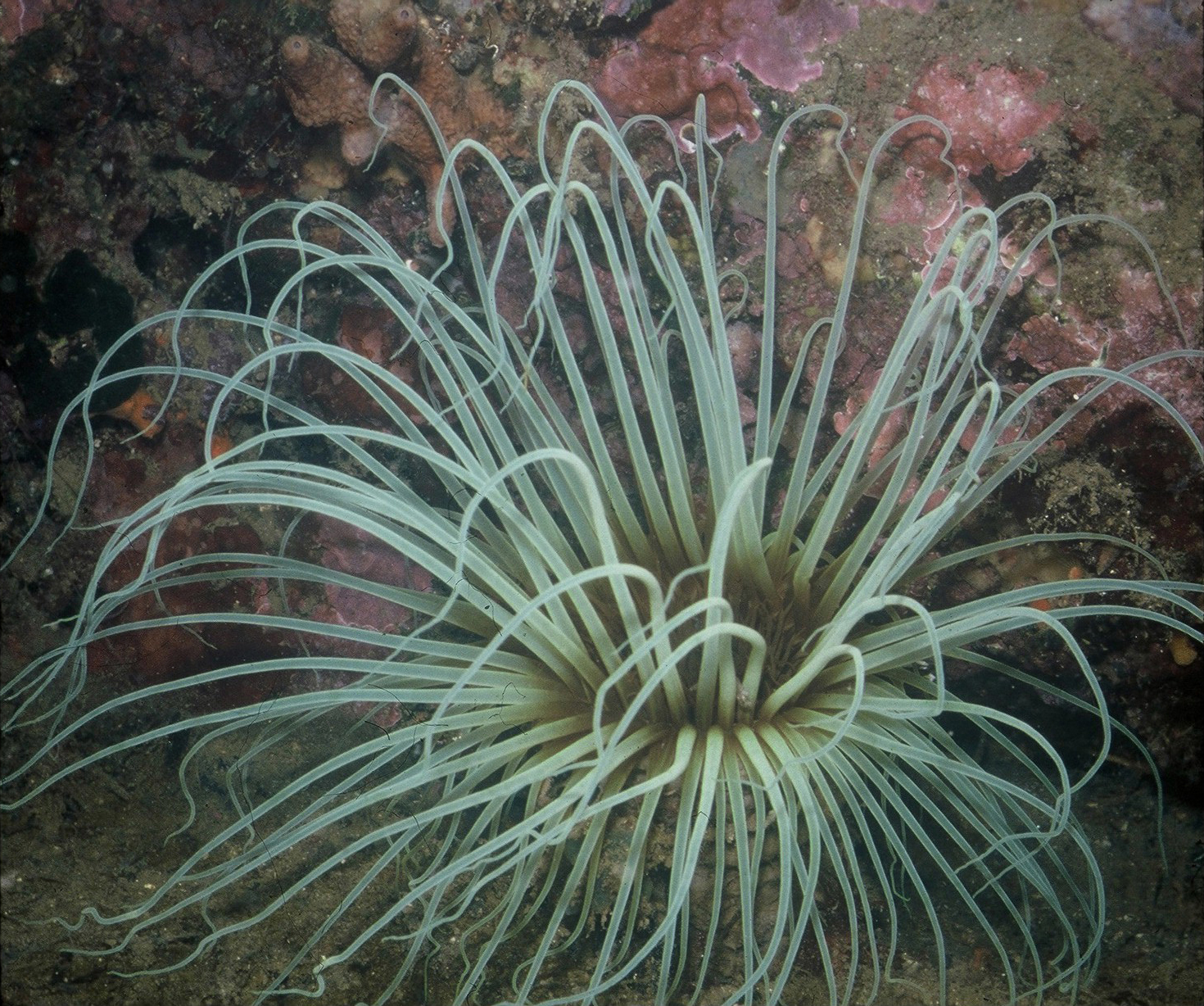
Cerianthus membranaceus, une espèce commune en Europe.

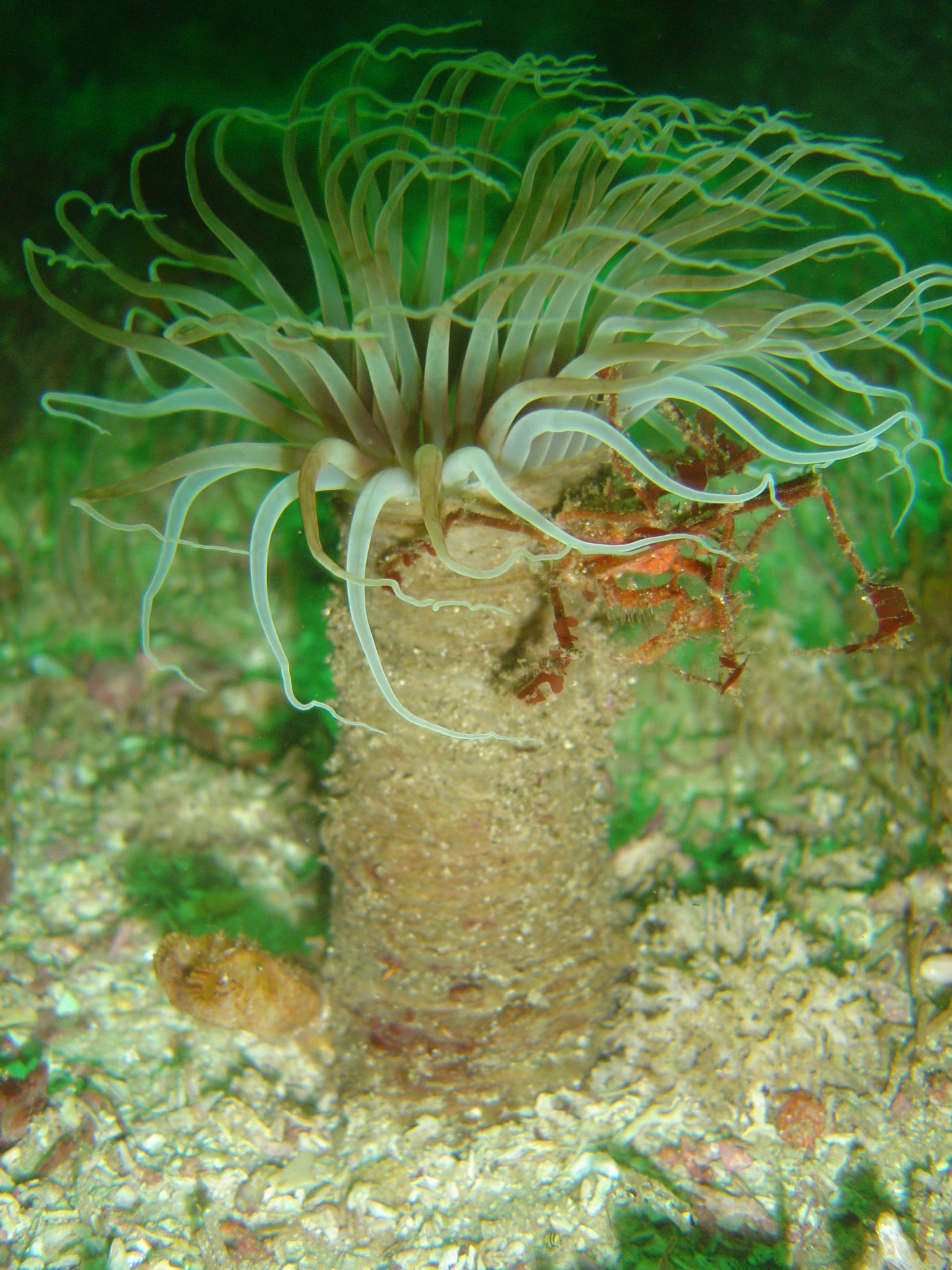
Ceriantheopsis austroafricanus

| Selon World Register of Marine Species (27 mars 2014) : - ordre Penicilaria - famille Arachnactidae McMurrich, 1910 - genre Anactinia Annandale, 1909 - genre Arachnactis Sars, 1846 - genre Arachnanthus Carlgren, 1912 - genre Dactylactis Van Beneden, 1897 - genre Isapiactis Carlgren, 1924 - genre Isarachnactis Carlgren, 1924 - genre Isarachnanthus Carlgren, 1924 - genre Isovactis - genre Ovactis - genre Paranactinia - ordre Spirularia - famille Botrucnidiferidae Carlgren, 1912 - genre Angianthula Leloup, 1964 - genre Atractanthula Leloup, 1964 - genre Botruanthus McMurrich, 1910 - genre Botrucnidiata Leloup, 1932 - genre Botrucnidifer Carlgren, 1912 - genre Calpanthula Van Beneden, 1897 - genre Cerianthula Beneden, 1898 - genre Gymnanthula Leloup, 1964 - genre Hensenanthula van Beneden, 1897 - genre Ovanthula - genre Sphaeranthula - famille Cerianthidae Milne-Edwards & Haime, 1852 - genre Anthoactis Leloup, 1932 - genre Apiactis Beneden, 1898 - genre Bursanthus - genre Ceriantheomorphe - genre Ceriantheopsis Carlgren, 1912 - genre Cerianthus Delle Chiaje, 1830 - genre Engodactylactis - genre Isodactylactis - genre Nautanthus - genre Pachycerianthus Roule, 1904 - genre Paradactylactis - genre Parovactis - genre Peponactis - genre Plesiodactylactis - genre Sacculactis - genre Solasteractis - genre Synarachnactis Carlgren, 1924 - genre Syndactylactis - genre Trichactis | Selon ITIS (27 mars 2014) : - famille Botrucnidiferidae - genre Botruanthus - famille Cerianthidae - genre Arachnactis M. Sars, 1846 - genre Ceriantheopsis - genre Cerianthus delle Chiaje, 1830 - genre Pachycerianthus |

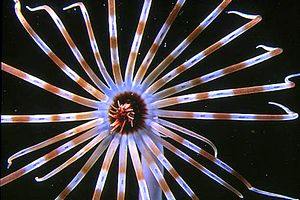
Arachnanthus oligopodus
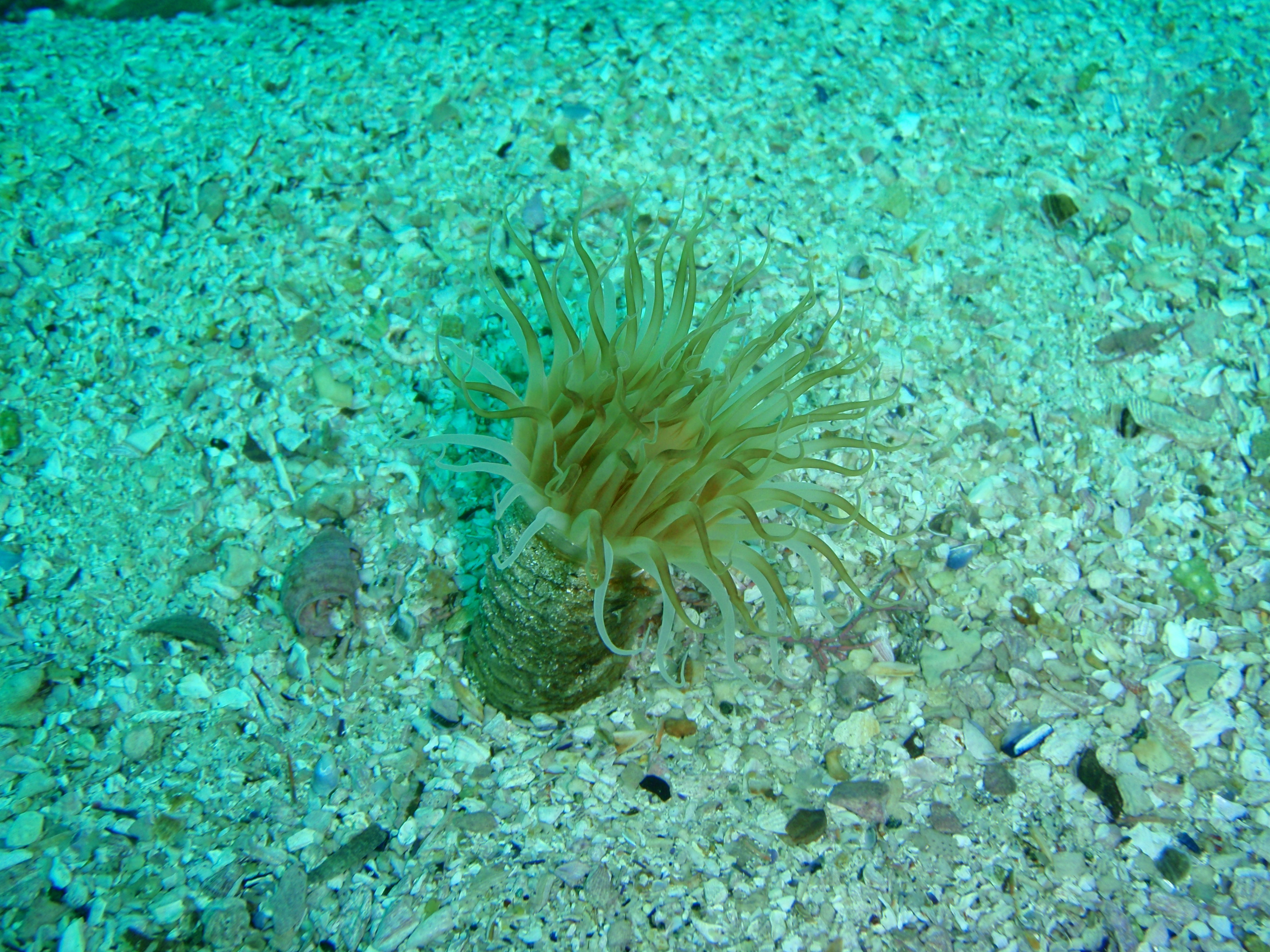
Ceriantheopsis austroafricanus
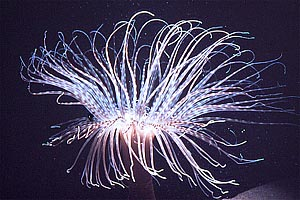
Cerianthus filiformis
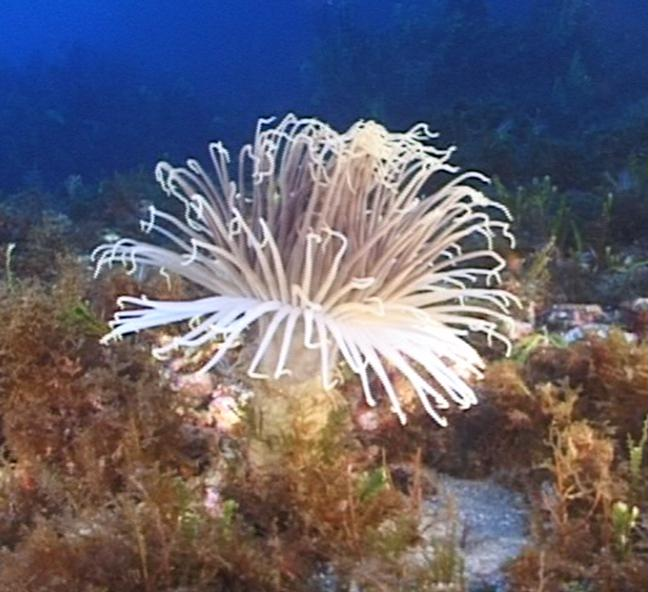
Cerianthus membranaceus
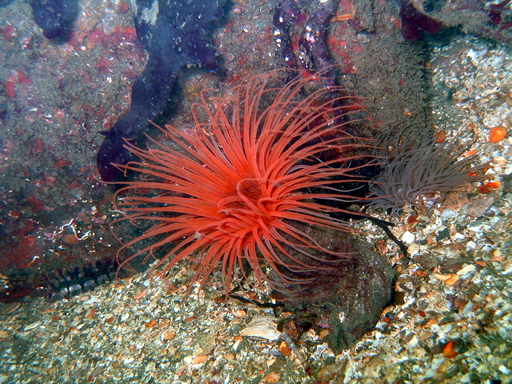
Pachycerianthus fimbriatus
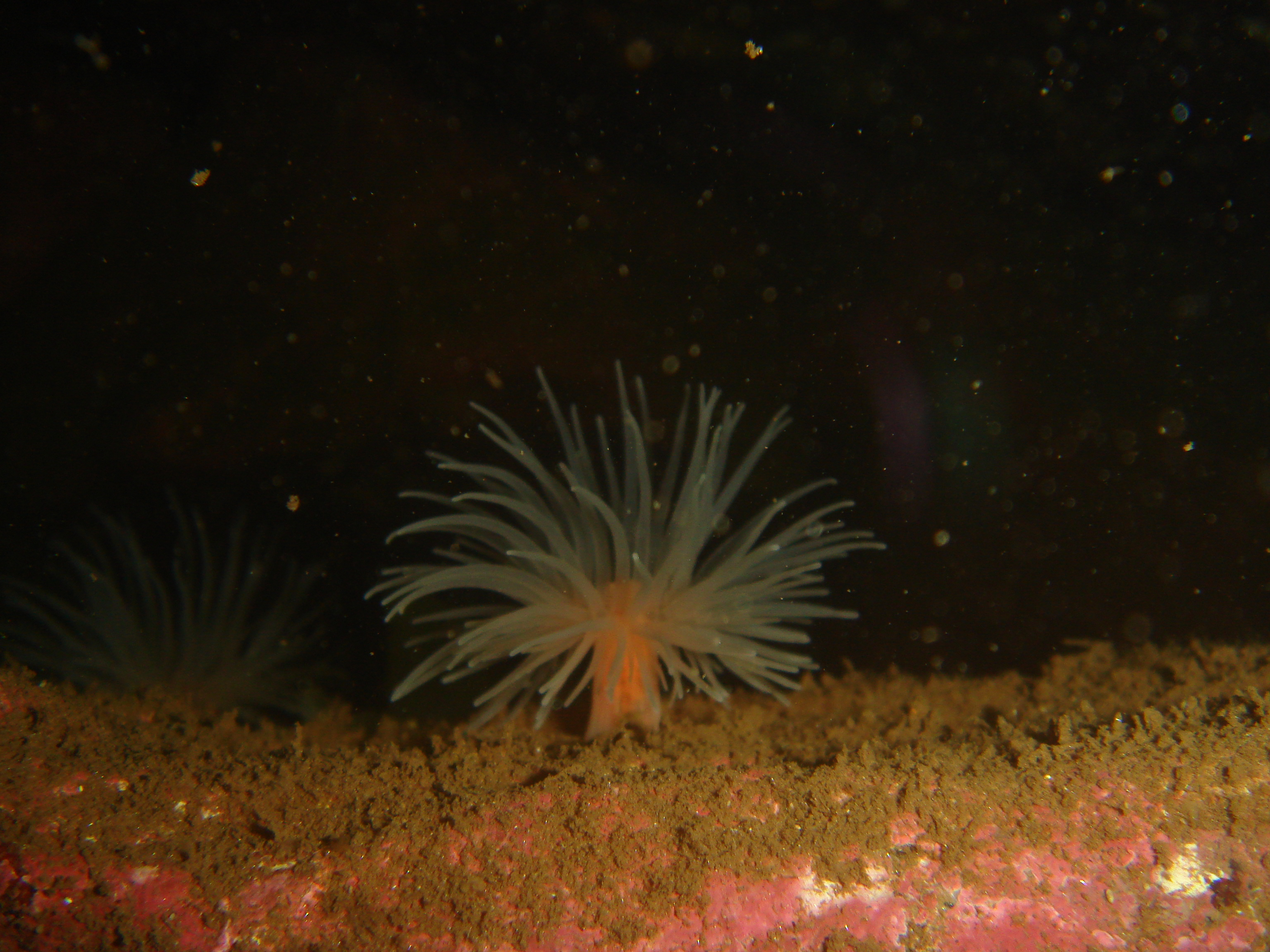
Pachycerianthus multiplicatus
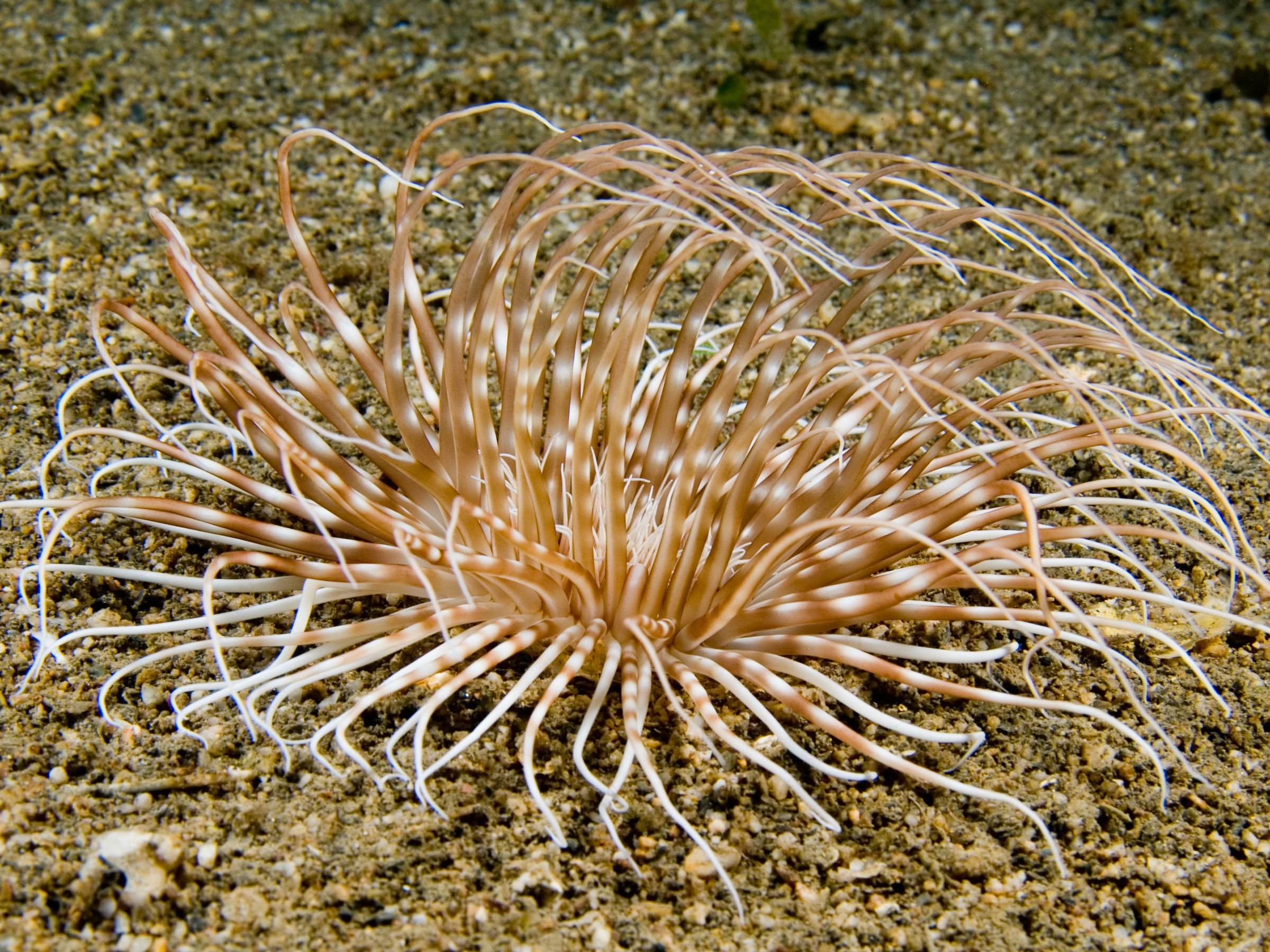
Pachycerianthus maua